# Virgen del Cortijo
Virgen del Cortijo è una stazione della linea ML1 della rete tranviaria di Madrid.
Si trova sotto la Avenida de Manoteras, nel quartiere Virgen del Cortijo, nel distretto di Hortaleza.

## Storia
La stazione è stata inaugurata il 24 maggio 2007 insieme a tutte le altre stazioni della linea.